# Combretum fruticosum
Combretum fruticosum, flor de cepillos, flor de fuego,  es una especie botánica de planta nativa de América del Norte: México; Mesoamérica: Belice, Costa Rica, El Salvador, Guatemala, Honduras, Nicaragua, Panamá; América del Sur: Guyana, Venezuela, Brasil, Bolivia, Colombia, Ecuador,  Perú, Argentina [n.], Paraguay y de Uruguay.

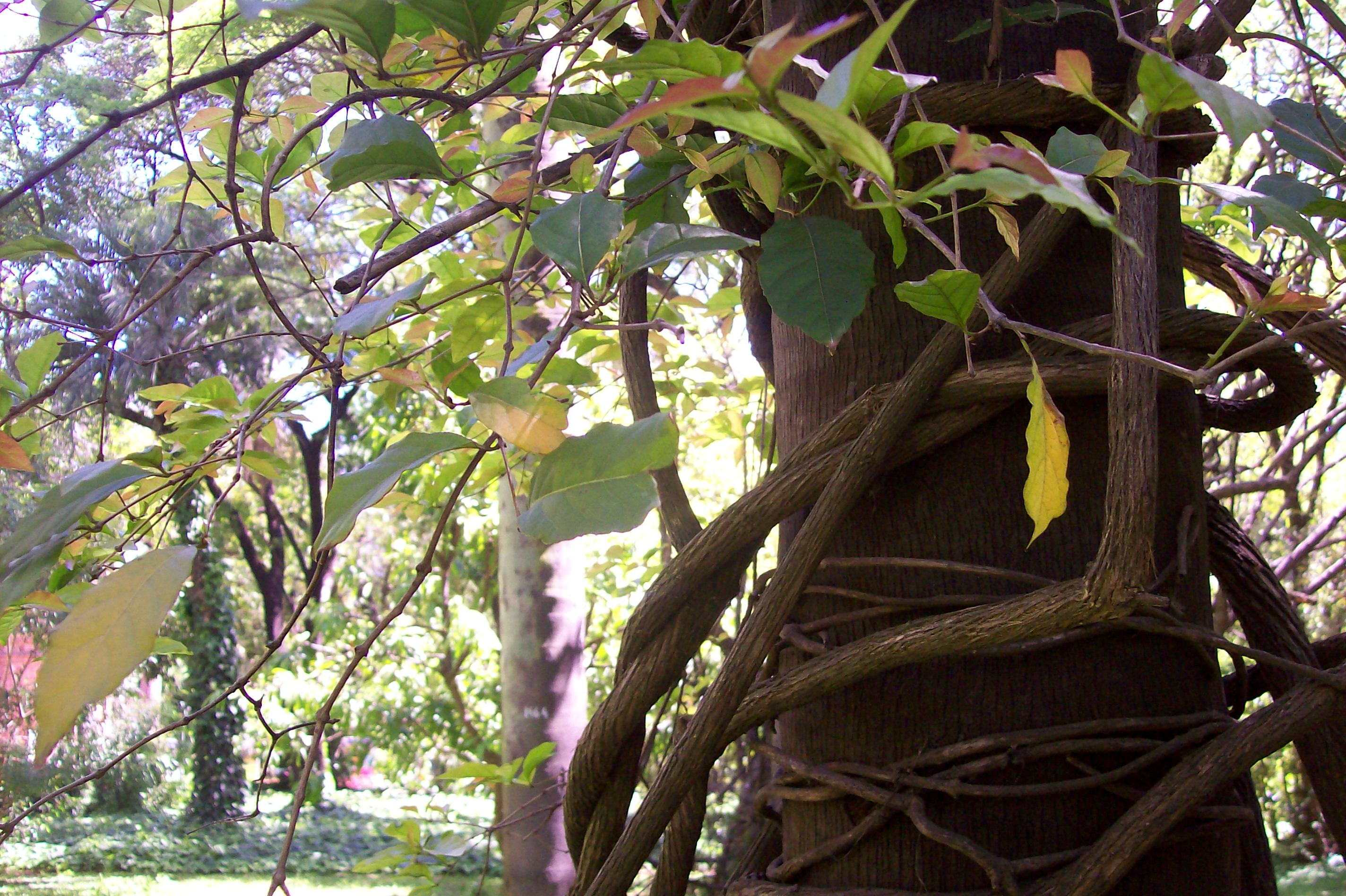
Vista de la planta

## Descripción
Es un arbusto voluble, trepadora o liana, globoso, que alcanza 2-3 m de altura, sin apoyo, y sino se extiende hasta 9–11 m;  ramas cilíndricas y estriadas.

### Hojas
Follaje persistente a semipersistente, denso, verdoso seco. Hojas simples, opuestas, a veces ternadas, de 6–16 cm de largo x 3–8 cm de ancho, borde entero, peciolo corto d 7-10 mm.

### Flores
Flores amarillentas, cambiando al rojizo, pequeñas, agrupándose en espigas axilares de 8–16 cm de largo, cáliz acampanulado, con 4 lóbulos de 5 mm de largo, corola 4-pétalos muy pequeños, de 1 a 1,5 mm; 8-estambres de 3 cm de largo, anteras rojizas. Florece en verano. Forma una inflorescencia de espiga.

### Frutos
Fruto seco indehiscente, de 2 cm de largo, 4-alado, de color pardo rojizo. Fructifica en otoño. Se multiplica por semilla y  vegetativamente, con estacas en tierra arenosa y buen riego. 

## Usos
- Utilizado para eliminar cálculos biliares, así como para tratar enfermedades del hígado
- Se ha recomendado para desintoxicar a personas adictas
- Recomendado para digestiones lentas.
- Tiene un discreto efecto diurético

## Taxonomía
Combretum fruticosum fue descrita por (Burch.) Sond. y publicado en U.S. department of agriculture. Bureau of plant industry. Inventory of seeds and plants imported by the office of foreign seed and plant introduction 31: 86–87. 1914.
Sinonimia
- Combretum aurantiacum Benth.

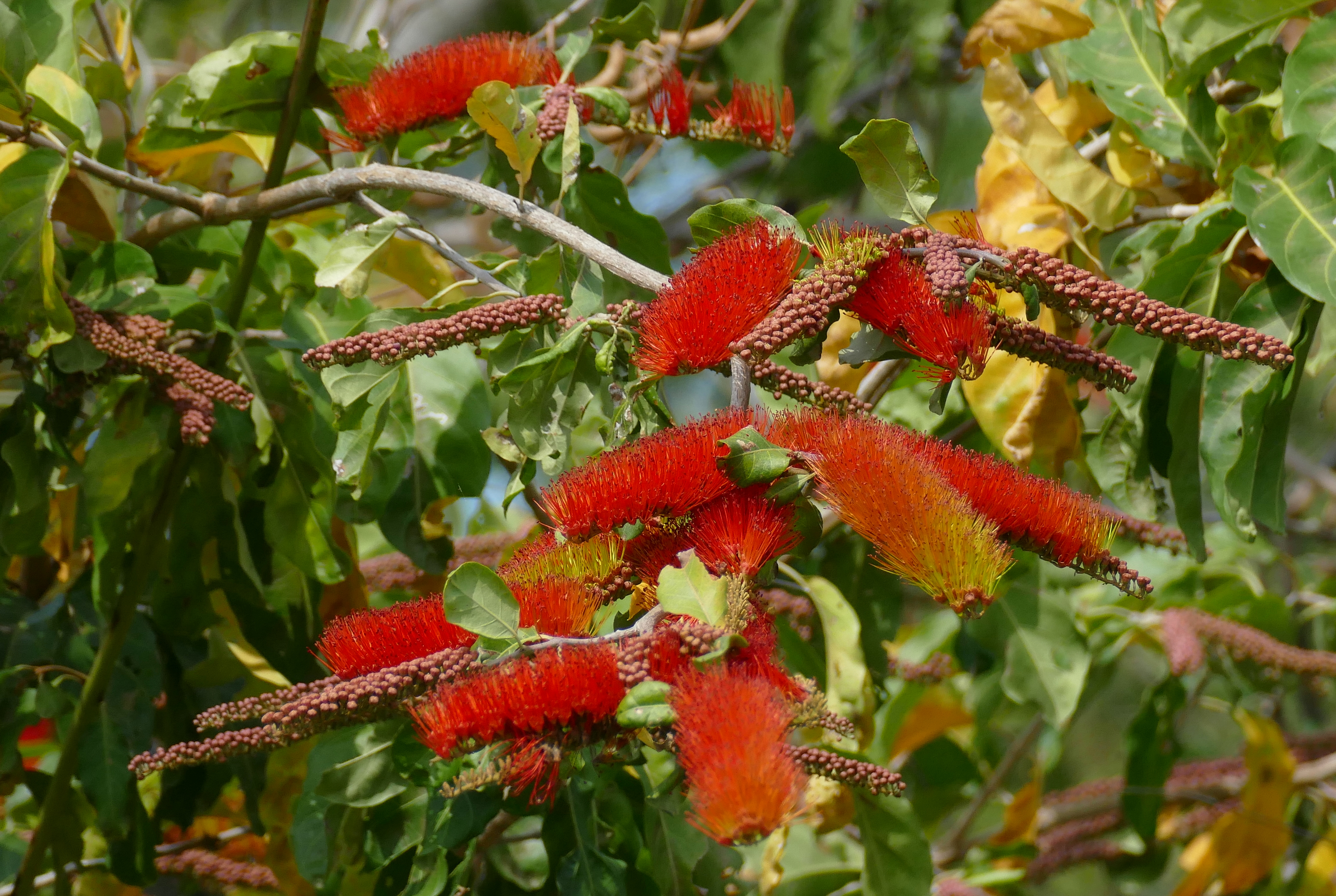
Combretum fruticosum en flor

- Combretum benthamianum Van Heurck & Müll.Arg.
- Combretum farinosum var. phaenopetalum Donn.Sm.
- Combretum formosum G.Don
- Combretum fruticosum (Loefl.) Fawc. & Rendle
- Combretum gloriosum Rusby
- Combretum lepidopetalum Pittier
- Combretum lindbergii Eichler ex Rusby
- Combretum loeflingii Eichler
- Combretum loeflingii subsp. ornithophilum Suess.
- Combretum micropetalum DC.
- Combretum multidiscum Rusby
- Combretum occidentale L.
- Combretum oxypetalum G.Don
- Combretum phaenopetalum (J.D.Sm.) Pittier
- Combretum reticulatum C.Presl
- Combretum secundum Jacq.
- Combretum superbum Pittier
- Combretum tetragonum C.Presl
- Combretum trinitense Britton
- Combretum warszewiczianum Eichler
- Gaura fruticosa Loefl.
- Gaura laxa Loefl.[2]

## Nombres comunes
- Cepillo de mono, cola de mono, cepillo,  combreto, flor de cepillos, flor de fuego, cola de ardilla, chupa chupa (Venezuela).